# Skilda
Skilda est un groupe de pop, electro et rock celtique français. Il mêle chants celtiques et musique électronique. Il est qualifié par la presse britannique « d’un des plus grands groupes de la scène celtique actuelle » (Stephen Anderson - Folkcom). Skilda joue régulièrement en Angleterre, Écosse, Pays de Galles ou Irlande.

## Biographie

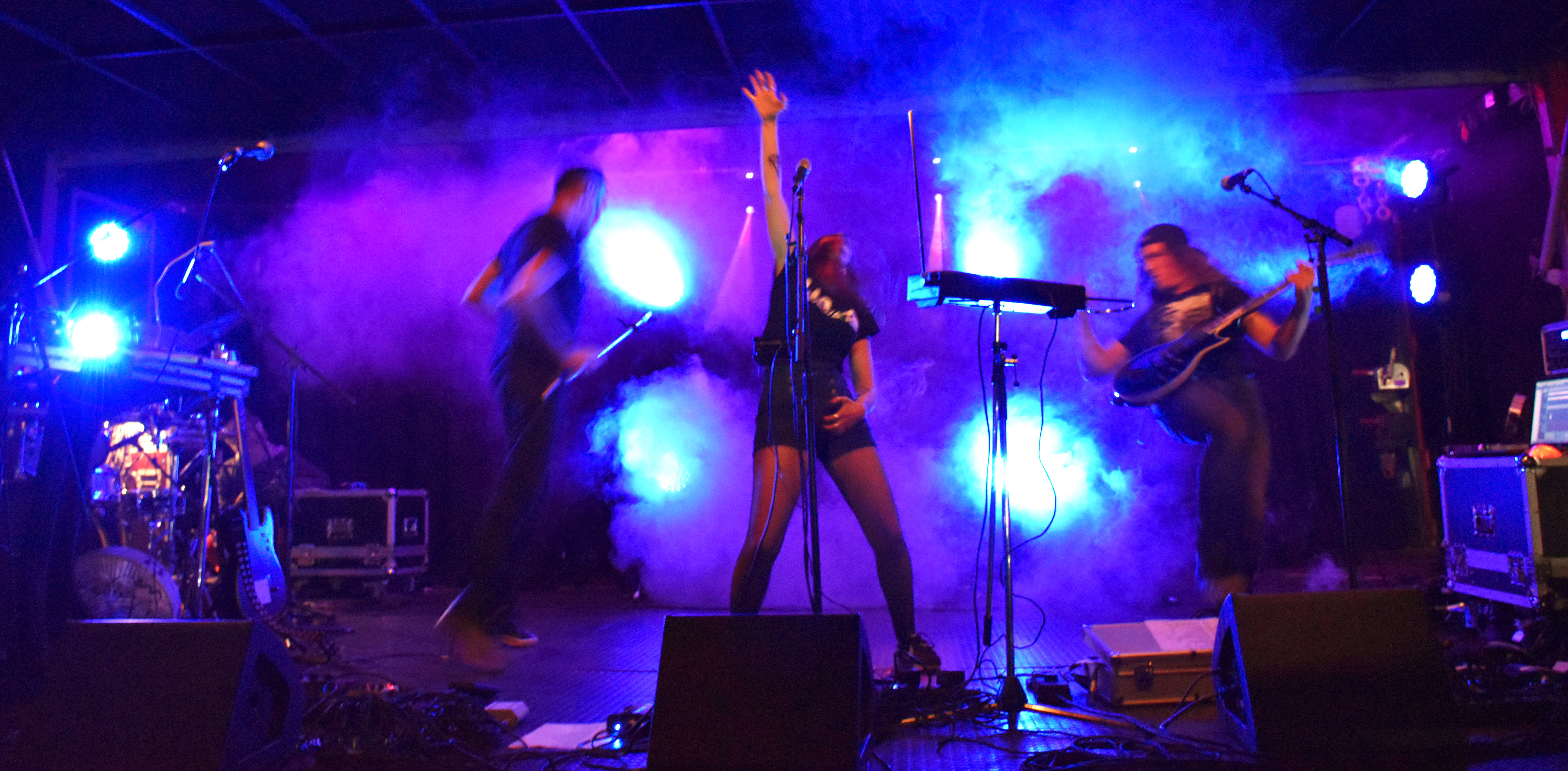
Skilda à Langonnet, le 12 août 2019.

Formé en 2001 par les frères Konan et Gurvan Mevel, le groupe sort son premier album 13 Dreams en 2003, distribué par le label écossais Survival Records,. Cette première formule marie le rock voire parfois le heavy metal, l'electro, le vocal gaélique avec la chanteuse Naia Wolf et le traditionnel celtique. Son deuxième album, Spas, sort le 8 février 2008. Michèle Gaurin, alias Kohann, prête alors sa voix au groupe. Skilda effectue ses propres samples (beats, vagues, pierres sonnantes, tourbe) de l’île de Skye à Ouessant, en passant par Édimbourg et les Highlands, en mêlant ces éléments organiques aux synthétiseurs analogiques, batterie, basse et chants gaéliques vocodés. Aidan O’Rouke au violon participe à l'enregistrement. Le film du DVD qui l'accompagne propose un voyage électronique onirique dans les espaces mystérieux découverts en tournée de Lostmarc'h aux îles du Nord. Le 25 juillet 2008 sort en édition limitée Glenan Blue, avec des remix de Transglobal Underground, Kiwa, Panta Rei, Ocean Gaya.
En février 2010, sort l'album Beò (« vivant ») enregistré en public au festival Knockengorroch (Galloway), avec le chant gaélique de Kohann, Solenn Lefeuvre  Morgan Creac'h. Ils se produisent lors de quelques festivals bretons : Chants de marins et Cornouaille, entre autres. Konan Mevel, Kohann et Morgane Créac'h participent à Excalibur III The Origins d'Alan Simon en 2011 et le groupe se produit en première partie du spectacle donné en forêt de Brocéliande le 14 juillet 2012. Après l'album de remixes, le quatrième album de Skilda, Skyewalker, sort en septembre 2012 chez Celluloïd. Les élèves de l'île-d'Houat, John Helliwell (Supertramp) et Iain Morrison participent sur Island Kids (premier single).
En septembre 2017, Skilda est de retour avec The Return of the Skyewalker, « une explosion de techno folk rock » (Folk and Roots).

## Membres

### Membres actuels
- Kohann (Michèle Gaurin) — chant
- Konan Erwan (Konan Mevel) — Moog, synthétiseurs, Highland pipes, flûtes irlandaises, programmations
- Emmanuel Devorst — guitares, bouzouki
- Gurvan Mevel (Bran) — batterie, percussions, sampler

### Anciens membres
- Solenn Lefeuvre — chœurs
- Morgan Creac'h — chœurs
- Naia Wolf — chant
- Tom Shannon (Tom Bichet) — batterie, percussions
- Hervé Bruzulier — basse, guitare
- Julian Chauvel — basse, guitares
- Hervé Bruzulier — guitare électrique
- Aly Balder — guitares
- Olier Le Fresne — guitares
- Mikaël Seznec — basse
- Chris Mac Brag — fiddle

### Musiciens occasionnels
- Aidan O'Rourke — violon
- Gaetan Grandjean — guitares
- Loumi Seveno — violon, bodhrán
- Gwenael Mevel — flûtes irlandaises
- Hiar Rasoanaivo — udu

## Galerie

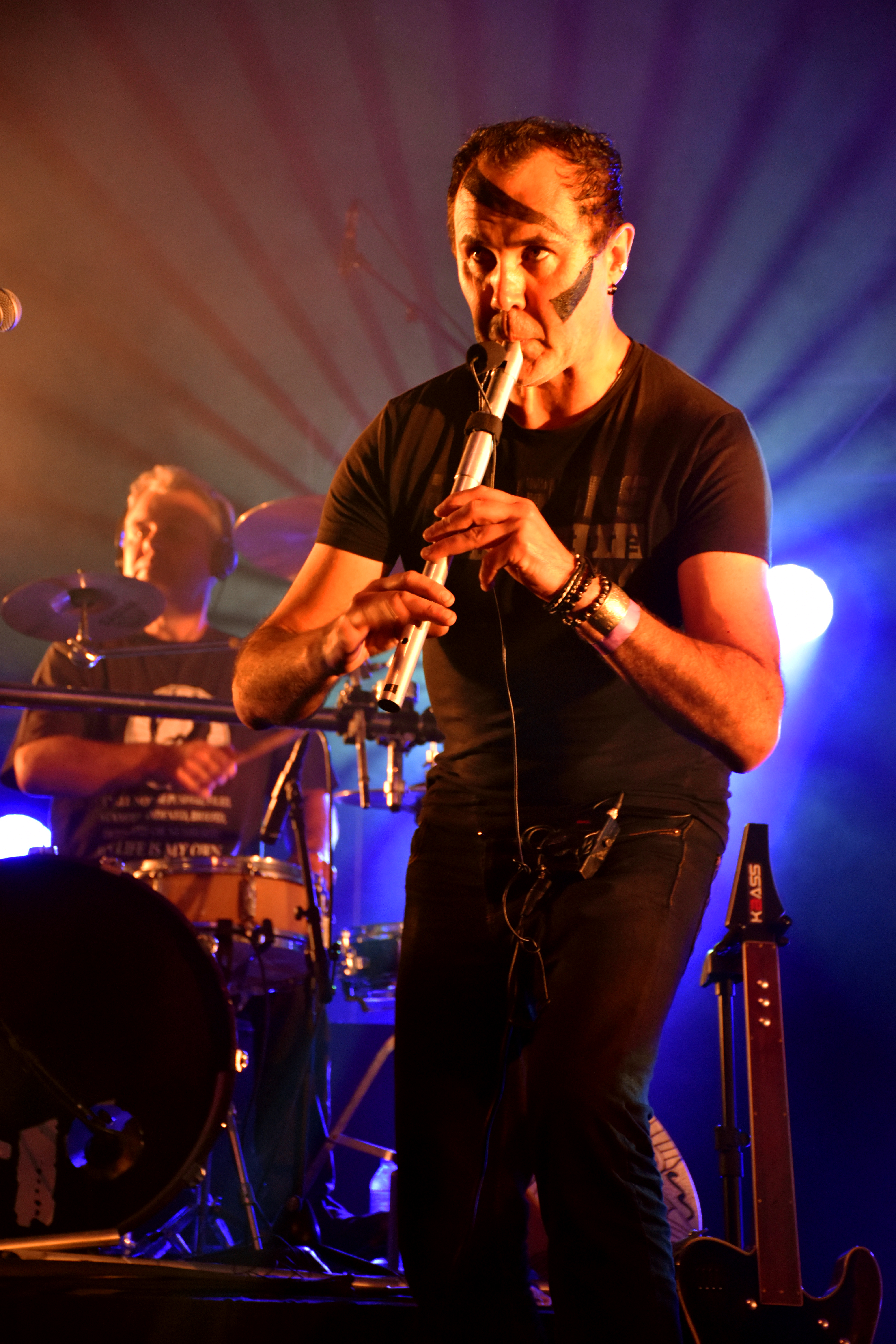
Konan Mevel.
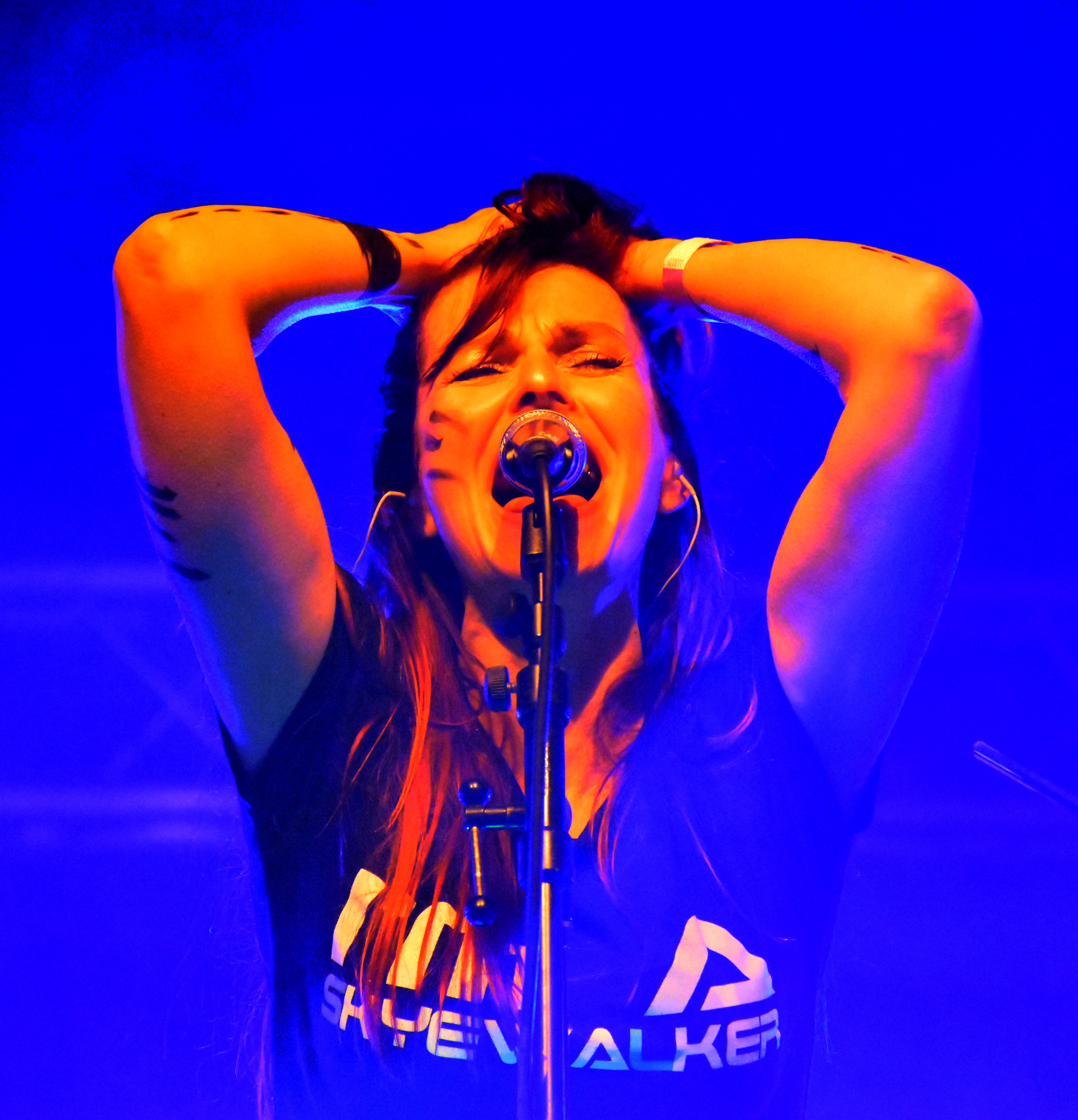
Kohann.
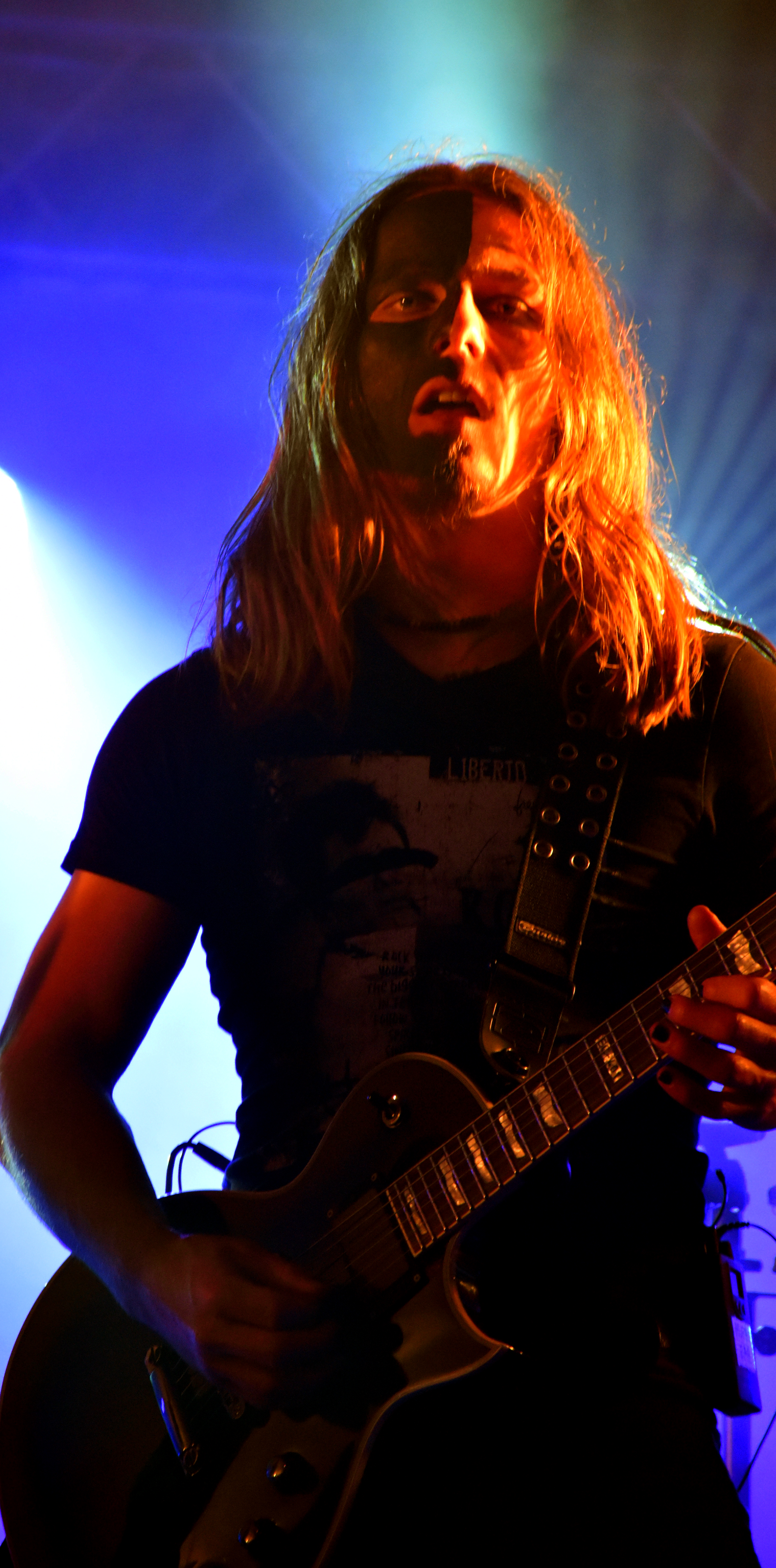
Emmanuel Devorst.
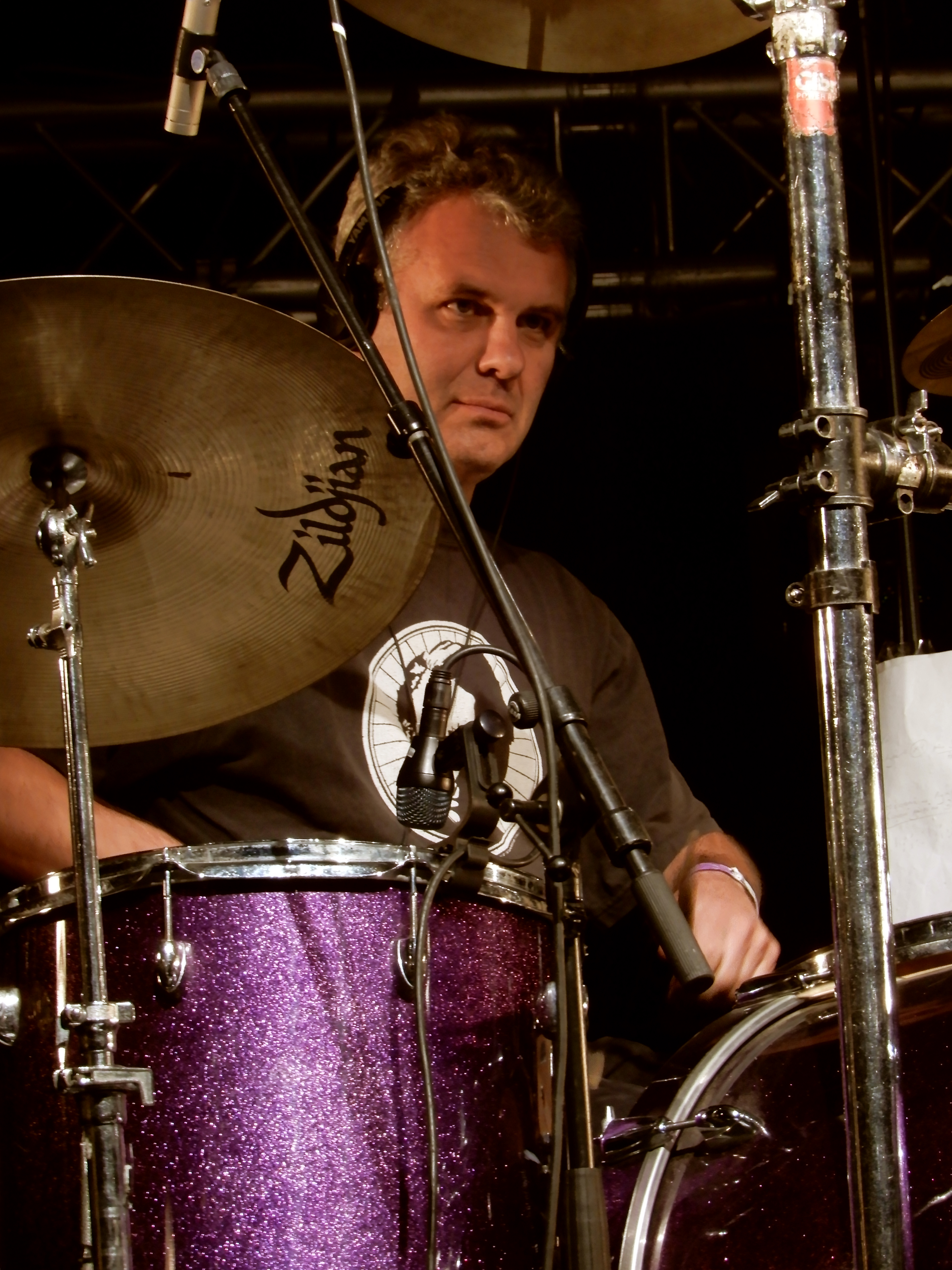
Gurvan Mevel.